# Vasile Nistor
Vasile Nistor (n. 8 septembrie 1956, Rogoaza, Bacău, România) este un om politic român. Vasile Nistor a absolvit Facultatea de drept, a făcut cursuri de specializare în științe politice și a studiat la Colegiul Superior de Siguranță Națională.   

## Activitate politică
Vasile Nistor a fost deputat în legislatura 1990-1992 pe listele FSN și a fost membru în grupurile parlamentare de prietenie cu Belgia, Coreea, Canada, R.P.China, Marea Britanie și Irlanda de Nord, Italia și Japonia. În legislatura 1992-1996, Vasile Nistor a fost deputat ales pe listele PD. În legislatura 1996-2000, Vasile Nistor a fost ales ca deputat pe listele PD și a fost membru în grupul parlamentar de prietenie cu Spania. În legislatura 2000-2004,Vasile Nistor a fost ales ca deputat pe listele PD și a fost membru în grupurile parlamentare de prietenie cu Belgia și Ecuador. În legislatura 2008-2012,Vasile Nistor a fost ales ca senator pe listele PDL iar din aprilie 2011 a devenit membru în Partidul Conservator și a fost membru în grupurile parlamentare de prietenie cu Arabia Saudită, Qatar și Iordania. În 2011, Vasile Nistor a fost ales președinte  executiv al Partidului Conservator. În legislatura 2012-2016,Vasile Nistor a fost ales ca senator pe listele Partidului Conservator și a fost membru în grupurile parlamentare de prietenie cu Austria, India și Ecuador.  
În 2016, Vasile Nistor a fost ales președinte executiv în Partidul Alianța Liberalilor și Democraților. 
1. ↑  Vasile Nistor ales în funcţia de preşedinte executiv al PC, amosnews.ro